# The First Vision
The First Vision é o primeiro lançamento em vídeo de Mariah Carey. É uma coleção de videoclipes, performances ao vivo e cenas de bastidores detalhando a criação de seu álbum de estreia auto intitulado. O vídeo caseiro foi lançado originalmente em VHS em 1991, enquanto o DVD foi lançado no Japão no final de 2004.
Os videoclipes de quatro singles de Mariah Carey —"Vision of Love", "Love Takes Time", "Someday", e "I Don't Wanna Cry"—são destaques nesta coleção; trechos do outro single do álbum, "There's Got to Be a Way", também estão incluídos. A coleção também inclui sua apresentação de estréia (a primeira exibição pública de um artista de gravação para a imprensa) de Carey no The Tattoo Club. Carey apresentou seus singles "Vision of Love" e "Love Takes Time", a faixa do álbum "Vanishing", e um cover de "Don't Play That Song (You Lied)" de Aretha Franklin, ela também cantou "I Don't Wanna Cry" neste showcase, mas não está incluída nesta coleção.
As filmagens dos bastidores incluem Carey ensaiando para o Saturday Night Live, se divertindo com amigos como Trey Lorenz, e dando entrevistas francas detalhando sua vida, sonhos e música. Ela também é vista cantando pequenos trechos da faixa do álbum "All in Your Mind" e "Who's Lovin' You" do Jackson 5. Apresentações de "Don't Play That Song" e "Vanishing" deste concerto seriam mais tarde usadas para o lançamento de áudio como versões ao vivo oficiais na edição especial australiana do álbum Mariah Carey.

## Lista de faixas
| The First Vision – Edição em VHS |                                             |                             |                       |         |  |
| N.º                              | Título                                      | Compositor(es)              | Diretor(es)           | Duração |  |
| 1.                               | "Vision of Love" (videoclipe)               | Mariah Carey Ben Margulies  | Bojan Bazelli         |         |  |
| 2.                               | "Vanishing" (ao vivo)                       | Carey Margulies             |                       |         |  |
| 3.                               | "Love Takes Time" (videoclipe)              | Carey Margulies             | Jeb Brien Walter Mase |         |  |
| 4.                               | "Don't Play That Song (You Lied)" (ao vivo) | Ahmet Ertegün Betty Nelson  |                       |         |  |
| 5.                               | "I Don't Wanna Cry" (videoclipe)            | Carey Narada Michael Walden | Larry Jordan          |         |  |
| 6.                               | "Someday" (New 12" Jackswing) (videoclipe)  | Carey Margulies             | Jordan                |         |  |
| Duração total:                   | Duração total:                              | Duração total:              | Duração total:        | 42:00   |  |

| The First Vision – Faixas bônus da Edição em DVD |                             |                 |         |  |
| N.º                                              | Título                      | Compositor(es)  | Duração |  |
| 7.                                               | "Love Takes Time" (ao vivo) | Carey Margulies |         |  |
| 8.                                               | "Vision of Love" (ao vivo)  | Carey Margulies |         |  |

| The First Vision – Edição em LaserDisc |                                             |                 |                |         |  |
| N.º                                    | Título                                      | Compositor(es)  | Diretor(es)    | Duração |  |
| 1.                                     | "Vision of Love" (videoclipe)               | Carey Margulies | Bazelli        |         |  |
| 2.                                     | "Vanishing" (ao vivo)                       | Carey Margulies |                |         |  |
| 3.                                     | "Love Takes Time" (videoclipe)              | Carey Margulies | Brien Mase     |         |  |
| 4.                                     | "All In Your Mind" (videoclipe)             | Carey Margulies |                |         |  |
| 5.                                     | "Don't Play That Song (You Lied)" (ao vivo) | Ertegün Nelson  |                |         |  |
| 6.                                     | "I Don't Wanna Cry" (videoclipe)            | Carey Walden    | Larry Jordan   |         |  |
| 7.                                     | "Someday" (New 12" Jackswing) (videoclipe)  | Carey Margulies | Jordan         |         |  |
| 8.                                     | "Love Takes Time" (ao vivo)                 | Carey Margulies |                |         |  |
| 9.                                     | "Vision of Love" (ao vivo)                  | Carey Margulies |                |         |  |
| Duração total:                         | Duração total:                              | Duração total:  | Duração total: | 49:00   |  |

## Posições nas paradas
| Parada                                | Melhor Posição | Certificação | Vendas  |
| ------------------------------------- | -------------- | ------------ | ------- |
| Canadá - Music Video Chart            |                | Ouro         | 50.000  |
| Austrália - Billboard Top Music Video | 2              | Platina      | 100.000 |